# Marszewska Kolonia
Marszewska Kolonia (kaszb. Marszéwskô Kòlonijô) – kolonia w Polsce położona w województwie pomorskim, w powiecie gdańskim, w gminie Przywidz. 
Wieś stanowi sołectwo gminy Przywidz.
W latach 1975–1998 miejscowość administracyjnie należała do województwa gdańskiego.